# Стреймой, Кари
Кари Стреймой (фар. Kári Streymoy, род. 27 сентября 1971 года, Торсхавн) — датский музыкант, барабанщик и бэк-вокалист фарерского музыкального коллектива Týr.

## Биография
Кари Стреймой увлёкся игрой на барабанах в возрасте 14 лет благодаря своему дяде, Транду Стреймою, барабанщику и вокалисту группы Thunderbirds. Спустя несколько лет Стреймой вступил в группу Relax, которая была довольно известна на Фарерских островах. Вскоре Стреймой покинул Relax и вступил в коллектив Wolfgang, в составе которой также были его друзья — Гуннар Х. Томсен и Хери Йонсен, которые позже вошли в состав Týr.
В конечном счёте, Кари Стреймой уехал в Копенгаген для того, чтобы получить образование и работу. В 1998 году он вместе с гитаристом Хери Йонсеном основал Týr. В январе 2008 года Стреймой повредил спину и не мог участвовать в концертных турах группы в течение 10 месяцев. Его заменил его ученик, Амон Дьюрхуус Эллингсгорд.
Позже, травма спины стала сказываться на игре Кари и в 2013 году он вышел из состава Týr.